# Jacob van Lennep
Jacob van Lennep (24 de marzo de 1802 - 25 de agosto de 1868) fue un poeta y novelista holandés. 

## Primeros años
Nació en Ámsterdam, donde su padre, David Jacob van Lennep (1774-1853), un erudito y poeta, trabajaba como profesor de elocuencia y lenguas clásicas en el Atheneum. Pasaba los veranos en Huis te Manpad, donde su familia tenía una casa de vacaciones, y donde su padre convenció al Consejo de la Ciudad de Heemstede de colocar un monumento en la memoria de Witte van Haemstede. Este colorido monumento lo influenció y más tarde escribió una canción sobre él. Lennep se graduó como doctor en leyes en Leiden, y luego se instaló en Ámsterdam.

## Poesía
Sus primeros poemas eran traducciones de obras de Lord Byron, de quien era un gran admirador, y en 1826 publicó una colección de poesías originales titulada Academische Idyllen, con la cual alcanzó cierto éxito.  

## Ficción histórica
La verdadera popularidad le llegó con su obra en dos volúmenes Nederlandsche Legenden, publicada en 1928, la cual reproducía, imitando el estilo de Sir Walter Scott, parte de los incidentes más notables de los primeros años de su paternidad. Su fama se incrementó aún más por sus canciones patrióticas, en el tiempo de la revolución belga, y por sus comedias Het Dorp aan de Grenzen (1830) y Het Dorp over de Grenzen (1831), la cual también tiene referencias a los eventos políticos de 1830.
En 1833, Lennep pasó a otro campo con la publicación de De Pleegzoon, el primero de una serie de romances históricos en prosa, los cuales le dieron, en los Países Bajos una posición en cierta medida análoga a la de que tenía Sir Walter Scott en Gran Bretaña. La serie incluyó De Roos van Dekama (2 volúmenes, 1836), Onze Voorouders (5 vols., 1838). De Lotgevallen van Ferdinand Huyck (2 vols, 1840), Elizabeth Musch (3 vols., 1850) y De Lotgevallen van Klaasje Zevenster (5 vols., 1865), varias de las cuales han sido traducidas al alemán, al francés y al inglés. 
Su Historia holandesa para jóvenes (De voornaamste geschiedenissen van Noord-Nederland, aan zijne kinderen verhaald, 4 vols, 1845) tiene una prosa muy atractiva. Además de las dos comedias ya mencionadas, van Lennep fue un periodista infatigable y crítico literario, autor de numerosas piezas dramáticas, y de una aclamada edición de las obras de Joost van den Vondel. Durante varios años, van Lennep se desempeñó en un cargo político judicial, y entre 1853 y 1856 fue miembro de la segunda cámara, en la cual votaba por el partido conservador. Falleció en Oosterbeek, cerca de Arnhem, en 1868.
Existe una edición de colección de su obra poética, titulada Poetische Werken (13 vols., 1859-1872), y también de su Romantische Werken (23 vols., 1855).